# Óssip Brik

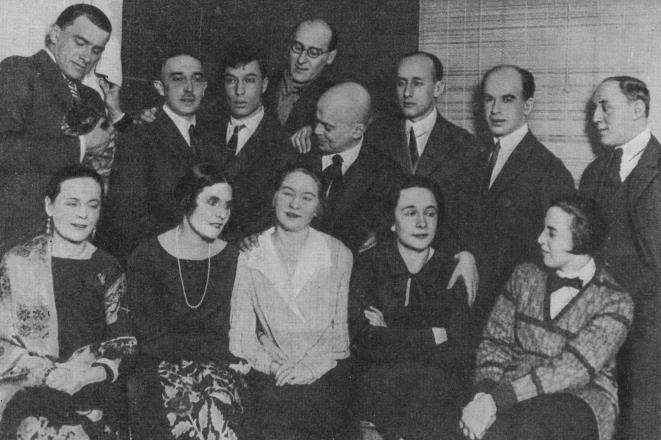
Maiakovski després de tornar d'Amèrica (novembre-desembre de 1925). La foto es va fer a l'apartament de Maiakovski i Brik a Sokolniki. Asseguts (d'esquerra a dreta): Elsa Triolet, Lília Brik, R.S Kuixner, E. V. Pasternak, O. V. Tretiakova. Dempeus: Maiakovski Óssip Brik, Borís Pasternak, Serguei Tretiakov, Víktor Xklovski, Lev Grinkrug, Óssip Beskin, Piotr Neznàmov. Col·lecció d'Elsa Triolet, París, 1925

Óssip Brik (rus: Осип Максимович Брик)  (Moscou, 16 de gener de 1888 (Julià) - Moscou, 22 de febrer de 1945) fou un escriptor, crític literari i poètic, guionista i advocat rus i soviètic. Fou també un dels teòrics de l'avantguarda russa.

## Biografia
Óssip Maksímovitx Brik nasqué al sí de la rica família jueva formada pel joier Max (Meer-Gozias) Pàvlovitx Brik i Polina Iúrievna Sigalova (1868—?). Per part de la mare, era cosí del físic teòric Iuri Rúmer i el poeta-traductor Óssip Rúmer. El 1910 es va graduar a la Facultat de Dret de la Universitat Imperial de Moscou. Des del 1911 fou ajudant d'advocacia.
El 1912 es va casar amb Lília Kagan (la seva germana Elsa era l'esposa de Louis Aragon i una notable escriptora francesa).
| « | La filla d'un pròsper jurista jueu, la guapa, eròticament obsessionada, altament cultivada Lili, va créixer amb una ambició aclaparadora freqüent entre les dones de la intel·lectualitat russa: perpetuar-se en la memòria humana per ser la musa d'un poeta famós. ... Ambdós van fer un pacte per estimar-se l'un a l'altre "a la manera de Txernixevski" - una referència a un dels pensadors radicals del segle xix més famosos de Rússia, que va ser dels primers defensors dels "matrimonis oberts". Vivint al cor d'una bohèmia artística i rebent la intel·liguèntsia al saló de la seva deliciosa dona, Óssip Brik, fidel a la seva promesa, acceptà amb calma les infidelitats de la seva dona des del principi. De fet, després d'escoltar la seva dona confessar que se n'havia anat al llit amb el famós i jove poeta Vladimir Maiakovski, Brik exclamà: "Com pots negar-li res a aquest home?" ... El 1918, quan Maiakovski i el matrimoni Brik es van fer inseparables, simplement se'n va anar a viure amb ells. Al llarg de la resta de la seva vida, ell va fer la seva llar a una successió d'apartaments que els Brik ocuparen. | » |

Des de 1916, Óssip Brik es dedicà a la filologia i el periodisme. Fou un dels organitzadors de l'OPOIAZ (rus: Общество изучения Поэтического Языка-Óbsxestvo izutxénia POetítxeskogo IAZikà - Societat per a l'estudi de la llengua poètica), un dels dos grups, amb el Cercle Lingüístic de Moscou, que desenvoluparen les teories crítiques i tècniques del formalisme rus.
Juntament amb V. Maiakovski, N. Punin i E. Štālbergs, formà part del consell editorial del diari Iskusstvo kommuni (octubre de 1918).

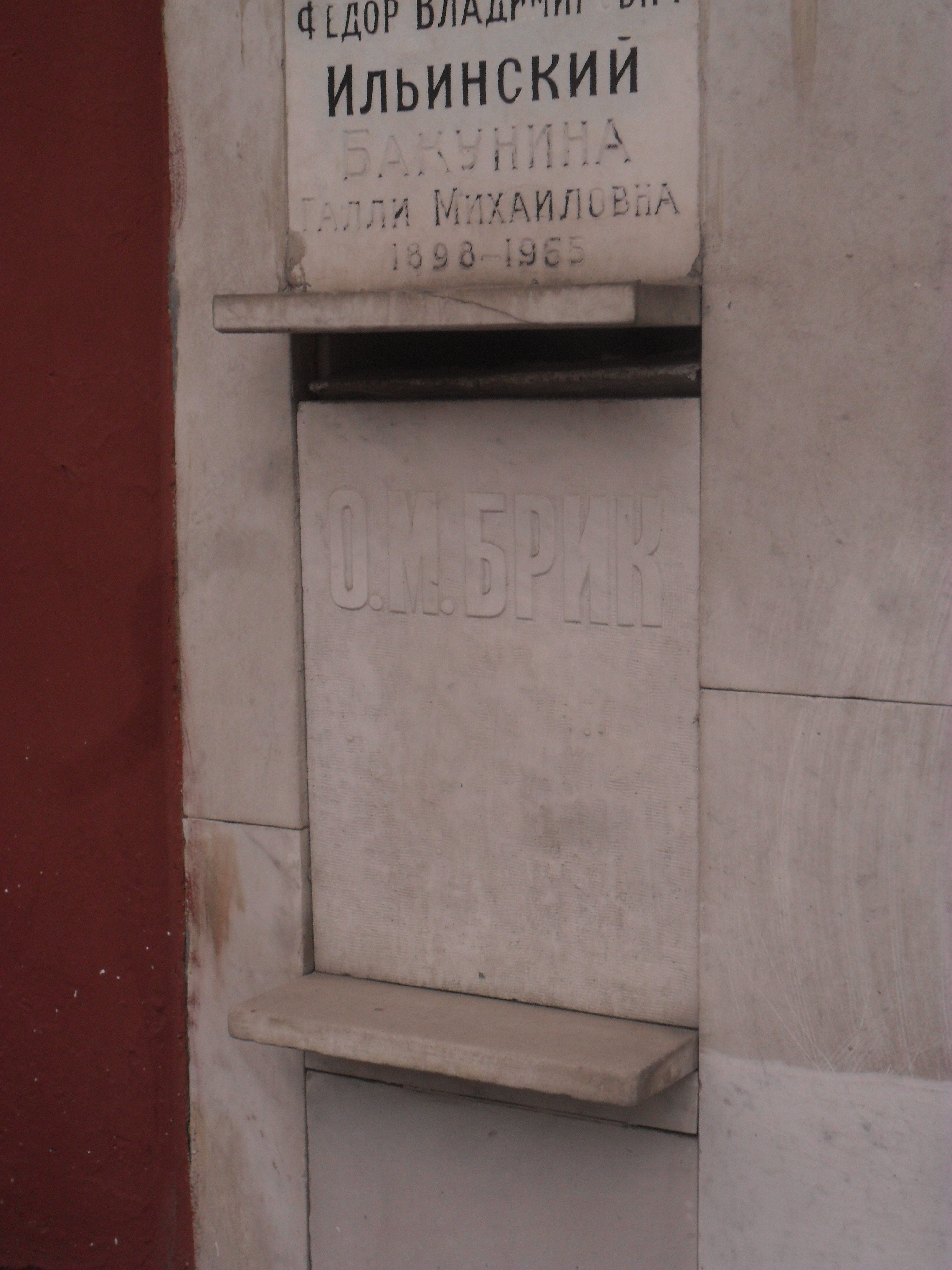
Llosa del columbari de Brik al cementiri de Novodévitxi de Moscou.

El 1920, va treballar breument com a assessor jurídic a la Txekà.
Teòric i ideòleg de LEF, fou creador de teories de l’ordre social, art industrial, literatura de fet. El povest "No és un company de viatge", rus: Не попутчица Ne popúttxitsa (1923) va provocar irades discussions. És autor d’articles nítids i polèmics, com ara "Contra una personalitat creativa", rus: Против творческой личностиm "Per què us va agradar "Ciment", rus: Почему понравился „Цемент" o "La derrota de Fadéiev", rus: Разгром Фадеева.
El 1926 va ser coautor amb V. Maiakovski de l'obra teatral "Radio octubre", rus: Радио-октябрь. També, en col·laboració amb Maiakovski, va escriure diversos manifestos literaris.
A finals dels anys vint, va treballar al cinema i va dirigir el departament de guions de l'estudi de cinema Mejrabpom-Rus (més tard - Mejrabpomfilm). El 1927 va interpretar un paper secundari en una de les pel·lícules d’aquest estudi cinematogràfic: "Don Diego i Pelagueia" (interpretava un orador parlant dels perills de la burocràcia). El 1929, per encàrrec del famós director teatral Vsévolod Meierhold, va escriure el guió de la pel·lícula "Ievgueni Bazarov" basada en la novel·la Pares i fills. La idea va fracassar i el director va abandonar la producció.
Als anys 30, "entra a l'ombra", escriu articles sobre Maiakovski, ressenyes i lidera un cercle literari. Les obres de Brik no es van reimprimir fins a mitjans dels anys noranta.
Després del divorci el 1925 de Lília Brik, es va casar amb Ievguénia Gavrílovna Sokolova-Jemtxujnaia (que anteriorment havia estat casada amb V.L. Jemtxujni).
Durant la Gran Guerra Patriòtica va ser un dels directors artístics i autors de textos a la redacció dels pòsters militars-patriòtics "Okna TASS".
Va morir al llindar de l'apartamenten què vivia, per una aturada cardíaca, el 22 de febrer de 1945Fou incinerat. Les cendres foren dipositades al columbari del cementiri de Novodévitxi.